# Roger Moore
Sir Roger George Moore (Londra, 14 ottobre 1927 – Crans-Montana, 23 maggio 2017) è stato un attore britannico, noto per la partecipazione alle serie televisive Ivanhoe (1958-1959), Il Santo (1962-1969) e Attenti a quei due (1971-1972), nonché per essere stato il terzo interprete, dopo Sean Connery e George Lazenby, di James Bond nella serie ufficiale, con un totale di sette pellicole dal 1973 al 1985. Inoltre è stato ambasciatore dell'UNICEF e si è impegnato nel sostegno dei diritti degli animali.

## Biografia

### Primi anni
Figlio dell'agente di polizia George Alfred Moore e di Lilian Pope, negli anni quaranta venne arruolato nell'esercito britannico poco dopo la fine della seconda guerra mondiale, prestando servizio per un certo periodo nella Germania Ovest, per poi dedicarsi al teatro e in seguito al cinema, dopo aver studiato recitazione alla Royal Academy of Dramatic Art (R.A.D.A.), dove conobbe l'attrice Lois Maxwell, sua compagna di corso nel 1944 e sua futura partner nel ruolo di Miss Moneypenny nei film di James Bond.

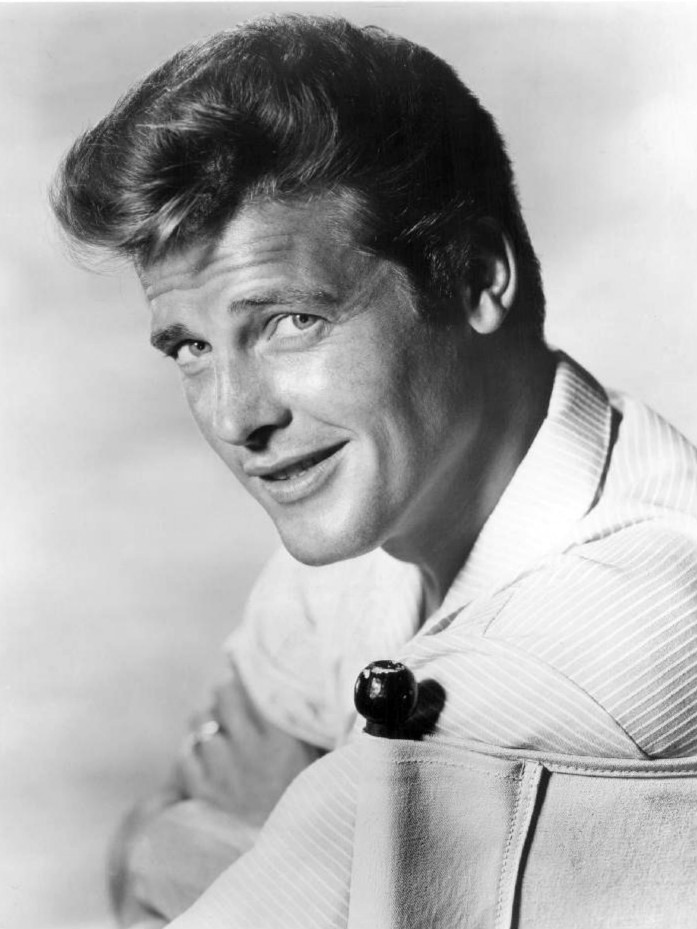
Roger Moore nel 1960

Tra le sue prime apparizioni cinematografiche i film L'ultima volta che vidi Parigi (1954), Oltre il destino (1955), Il ladro del re (1955) e Diana la cortigiana (1956), dove iniziò a mettersi in evidenza grazie all'eleganza e alla prestanza fisica. Nel 1959 apparve nel film Vento di tempesta e nel 1961 in Desiderio nel sole e L'oro dei sette santi.
Dopo la serie televisiva Ivanhoe (1958), trasmessa in Italia nei primi anni sessanta alla TV dei ragazzi a cui seguirono The Alaskans e Maverick, fu la serie Il Santo, dove interpretava il ladro gentiluomo Simon Templar, ad aprire definitivamente le porte del successo a Roger Moore. La prima serie di questo filone è datata 1962 e venne girata ancora in bianco e nero, mentre la seconda a colori prese il via nel 1966. L'attore vestì questo ruolo dal 1962 al 1969 e alcuni degli episodi furono adattati per il grande schermo.
La carriera televisiva di Roger Moore si arricchì di un ulteriore successo grazie alla serie Attenti a quei due, telefilm che nel 1971 lo vide al fianco di Tony Curtis. Questa serie in Italia arrivò solo nel 1974 e fu un trionfo.

### Il successo con 007
Nello stesso anno Moore ereditò il ruolo di James Bond, l'agente segreto precedentemente portato al successo dallo scozzese Sean Connery. I produttori gli permisero di adottare qualche modifica rispetto al Bond di Connery, onde evitare le recensioni negative che già avevano colpito George Lazenby, il primo sostituto di Connery. L'esordio di Moore in Agente 007 - Vivi e lascia morire (1973) riscosse un successo strepitoso sia di critica sia di incassi. A questo punto la notorietà del personaggio e del suo nuovo interprete crebbe ulteriormente. Roger Moore interpretò nel frattempo altre quattro pellicole della saga, Agente 007 - L'uomo dalla pistola d'oro (1974), La spia che mi amava (1977), Moonraker - Operazione spazio (1979), Solo per i tuoi occhi (1981), ma cominciò a essere stanco del personaggio.

Roger Moore nel 1981 a Cortina d'Ampezzo per le riprese esterne di Solo per i tuoi occhi

Tuttavia venne convinto dai produttori a tornare nei panni di Bond anche nel successivo Octopussy - Operazione piovra (1983), a causa della contemporanea uscita dell'apocrifo Mai dire mai, dove nel ruolo di 007 tornò il mostro sacro Sean Connery; il risultato finale vide come trionfatore, per diversi milioni di dollari, Moore. L'ultimo Bond di Moore fu in 007 - Bersaglio mobile (1985), criticato dallo stesso attore per la sua violenza e in parte rinnegato in quanto, a 58 anni, si sentiva ormai troppo anziano per la parte. Fino a oggi, Moore è l'attore che ha interpretato più volte il ruolo di 007 nella serie ufficiale, oltre che l'interprete più anziano di James Bond al suo debutto. Aveva infatti 45 anni quando interpretò Agente 007 - Vivi e lascia morire.
In un'intervista confessò che avrebbe voluto interpretare il cattivo in un film di James Bond con Daniel Craig, sapendo tuttavia bene che non sarebbe mai potuto succedere.

### Dopo James Bond
Con il successo nei panni di James Bond, Roger Moore diventò l'eroe di molti altri film d'avventura, come Circolo vizioso (1969), Gold - Il segno del potere (1974), Gli esecutori (1976), Ci rivedremo all'inferno (1976), Sherlock Holmes a New York (1976), I 4 dell'Oca selvaggia (1978), Amici e nemici (1979), Attacco: piattaforma Jennifer (1980), L'oca selvaggia colpisce ancora (1980), A faccia nuda (1984). Nel 1996 l'attore inglese fu al fianco di Jean-Claude Van Damme nell'avventuroso La prova.
Grazie al suo personale humor e alla sua ironia, si distinse anche in commedie come Toccarlo... porta fortuna (1975), I seduttori della domenica (1980), La corsa più pazza d'America (1981), Pantera Rosa - Il mistero Clouseau (1983), Doppia coppia all'otto di picche (1990), Bed & Breakfast - Servizio in camera (1992), Spice Girls - Il film (1997) e Boat Trip (2002), dopo il quale decise di abbandonare momentaneamente le scene. Nel suo curriculum trovano posto anche ruoli impegnati, come quelli sostenuti in L'uomo che uccise se stesso (1970).
Dal 1990 Roger Moore fu Ambasciatore Umanitario per conto dell'Unicef, l'Ente Mondiale che tutela i diritti dell'infanzia. L'attore svolse questo incarico con costante impegno e si fece spesso promotore di campagne di sensibilizzazione. Nel 2003 la regina Elisabetta II lo nominò Cavaliere dell'Impero Britannico, da cui il titolo di Sir. Nel 2009 l'associazione animalista People for the Ethical Treatment of Animals nominò Roger Moore "persona dell'anno" per la sua campagna contro la produzione del foie gras, ottenuto dal fegato delle oche sottoposte ad alimentazione forzata in modo da indurne la patologia denominata steatosi epatica, a seguito della quale la catena di grandi magazzini Selfridges decise di eliminarlo dalla vendita.
Nel 2010 partecipò all'esecuzione del brano musicale dei Beatles Let It Be, e fu presente nel videoclip della cover assieme a molte altre star del cinema e della televisione, per la serie norvegese Gylne tider (Gli anni d'oro).

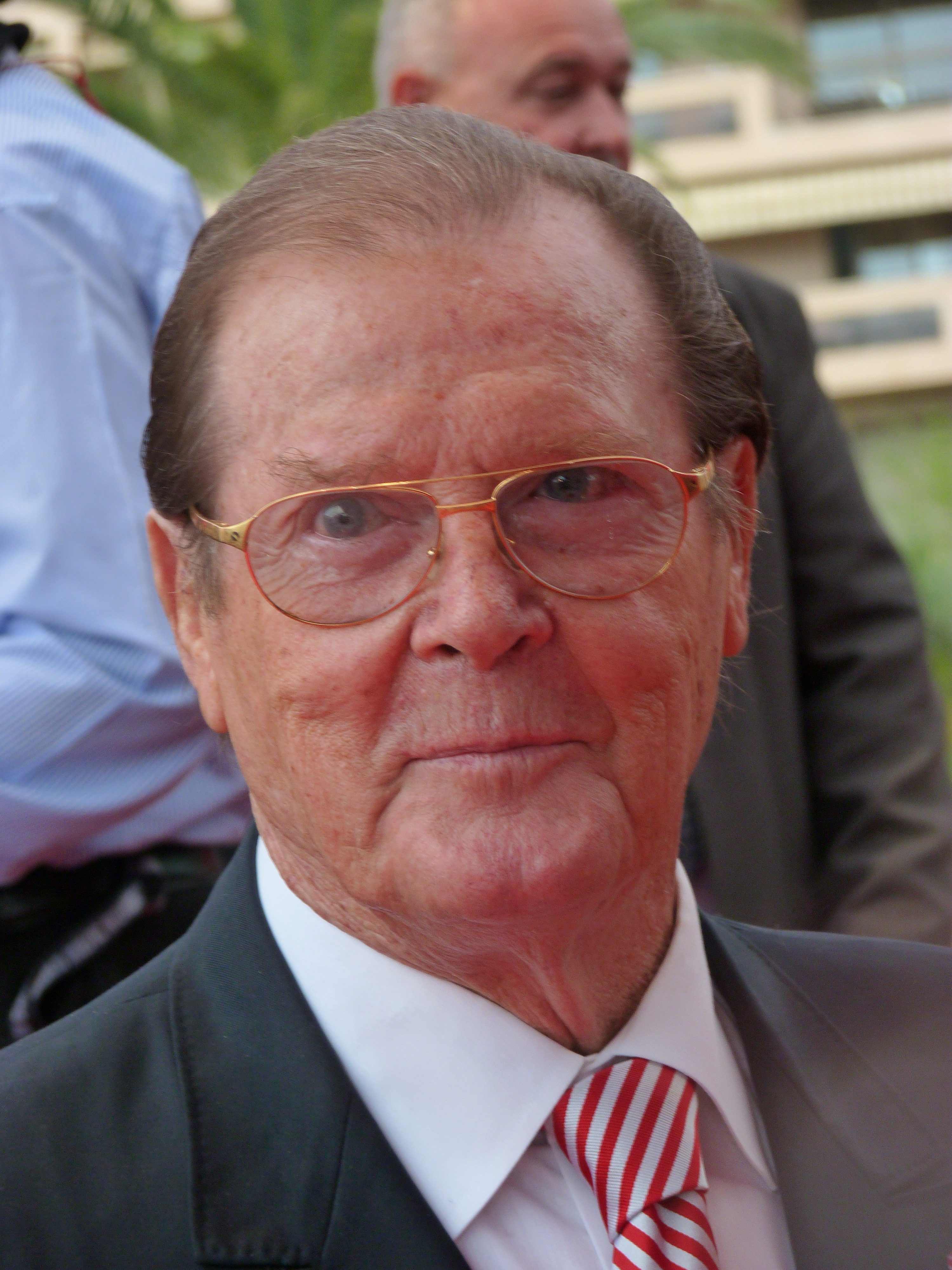
Roger Moore nel 2012

Nel 2011 tornò a recitare prendendo parte alla commedia natalizia Natale a Castlebury Hall, mentre nel 2013 partecipò al film TV The Saint, remake della famosa serie TV degli anni sessanta di cui era stato protagonista.
Nel 2015 venne scelto come testimonial dall'operatore nazionale svizzero di telefonia fissa e mobile "Swisscom" per uno spot televisivo.
Nell'agosto 2016 uscì nelle sale cinematografiche il film The Carer di János Edelényi nel quale interpretò se stesso.

### Malattia e morte

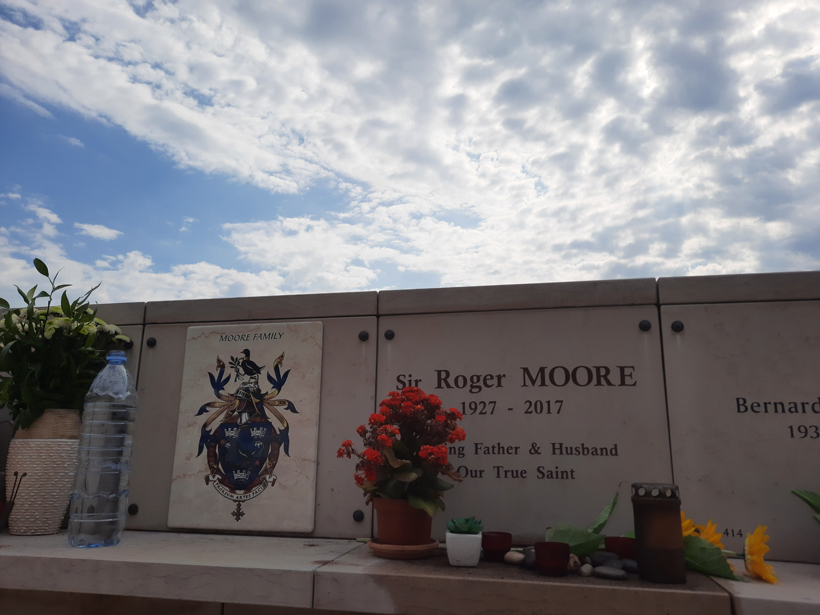
Tomba di Roger Moore nel cimitero di Monaco

Nel 1993 subì l'asportazione della prostata per un tumore, mentre nel 2003 gli venne impiantato un pacemaker per supplire a un'insufficienza cardiaca. Nel 2012 rivelò di avere il diabete 2 e di essere sotto cura per un carcinoma basocellulare. Apparve per l'ultima volta in pubblico al Royal Festival Hall di Londra nel novembre 2016. È morto di cancro il 23 maggio 2017 a Crans-Montana in Svizzera. I funerali si svolsero, per sua volontà, in forma privata nel Principato di Monaco, dove venne sepolto nel locale cimitero.

## Vita privata
Sposato dal 2002 con la multimilionaria di origini danesi e svedesi Kristina Tholstrup, Moore aveva alle spalle tre precedenti matrimoni. Dal 1946 al 1953 fu legato a Doorn van Steyn. Successivamente si innamorò della vocalist Dorothy Squires, che lasciò per l'attrice italiana Luisa Mattioli. Moore e la Mattioli si sposarono nel 1969, quando la Squires concesse a Moore il divorzio. Dalla Mattioli ha avuto tre figli: l'attrice Deborah Moore (nata il 27 ottobre 1963), l'attore Geoffrey Moore (nato il 28 luglio 1966) e il produttore Christian Moore. Moore e la Mattioli si separarono nel 1993. Fu grazie a questo matrimonio che Moore apprese a parlare fluentemente l'italiano.

### Impegno per gli animali
Per anni Roger Moore ha cercato di proteggere gli animali. È particolarmente noto per la sua lotta contro il foie gras che riteneva essere "una malattia e non una prelibatezza". Nelle sue campagne contro questa prassi "vomitevole" collaborava spesso con l'organizzazione per i diritti degli animali PETA. Il suo più grande successo in questo campo fu che, nel corso di una campagna, convinse la catena di grandi magazzini Selfridges a non vendere più foie gras. A causa della sua avversione per il foie gras arrivò persino a non richiamare i vecchi amici se continuavano a mangiarlo.
Moore supportava l'organizzazione per la protezione della vita marina Sea Shepherd, ma anche TigerTime e Animal Defenders International. Ha usato parole chiare sulla "caccia al trofeo". Ha descritto le persone a cui "piaceva uccidere animali indifesi" come "malati di mente".
In più si impegnava contro l'uso di animali selvatici nei circhi. Ha chiesto il rilascio di un'orca di nome Morgan e raccolse denaro per riportare 33 leoni maltrattati nella loro terra natia. Alla regina Elisabetta II chiese invece di sostituire i cappelli di pelliccia vera della sua guardia con cappelli sintetici.
Nel 2012, insieme all'attrice Daryl Hannah, è stato ospite al santuario austriaco Gut Aiderbichl.
Nel 2017 è stato eletto dall’organizzazione per i diritti degli animali PETA personaggio dell’anno.

## Filmografia

### Cinema
- Intermezzo matrimoniale (Perfect Strangers), regia di Alexander Korda (1945) – non accreditato
- Cesare e Cleopatra (Caesar and Cleopatra), regia di Gabriel Pascal (1945) – non accreditato
- Gaiety George, regia di George King e Leontine Sagan (1946)
- Incontro a Piccadilly (Piccadilly Incident), regia di Herbert Wilcox (1946)
- Paper Orchid, regia di Roy Ward Baker (1949)
- Il duca e la ballerina (Trottie True), regia di Brian Desmond Hurst (1949)
- The Interrupted Journey, regia di Daniel Birt (1949)
- One Wild Oat, regia di Charles Saunders (1951)
- L'ultima volta che vidi Parigi (The Last Time I Saw Paris), regia di Richard Brooks (1954)
- Oltre il destino (Interrupted Melody), regia di Curtis Bernhardt (1955)
- Il ladro del re (The King's Thief), regia di Robert Z. Leonard (1955)
- Diana la cortigiana (Diane), regia di David Miller (1956)
- Vento di tempesta (The Miracle), regia di Irving Rapper (1959)
- Desiderio nel sole (The Sins of Rachel Cade), regia di Gordon Douglas (1961)
- L'oro dei sette santi (Gold of the Seven Saints), regia di Gordon Douglas (1961)
- Il ratto delle Sabine (Romulus and the Sabines), regia di Richard Pottier (1961)
- Un branco di vigliacchi (No Man's Land), regia di Fabrizio Taglioni (1962)
- L'organizzazione ringrazia firmato il Santo (The Fiction-Makers), regia di Roy Ward Baker (1968)
- La mafia lo chiamava il Santo ma era un castigo di Dio (Vendetta for the Saint), regia di Jim O'Connolly (1969)
- Circolo vizioso (Crossplot), regia di Alvin Rakoff (1969)
- L'uomo che uccise se stesso (The Man Who Haunted Himself), regia di Basil Dearden (1970)
- Agente 007 - Vivi e lascia morire (Live and Let Die), regia di Guy Hamilton (1973)
- Gold - Il segno del potere (Gold), regia di Peter Hunt (1974)
- Agente 007 - L'uomo dalla pistola d'oro (The Man with the Golden Gun), regia di Guy Hamilton (1974)
- Toccarlo... porta fortuna (That Lucky Touch), regia di Christopher Miles (1975)
- Gli esecutori, regia di Maurizio Lucidi (1976)
- Ci rivedremo all'inferno (Shout at the Devil), regia di Peter R. Hunt (1976)
- La spia che mi amava (The Spy Who Loved Me), regia di Lewis Gilbert (1977)
- I 4 dell'Oca selvaggia (The Wild Geese), regia di Andrew V. McLaglen (1978)
- Amici e nemici (Escape to Athena), regia di George Pan Cosmatos (1979)
- Moonraker - Operazione spazio (Moonraker), regia di Lewis Gilbert (1979)
- Attacco: piattaforma Jennifer (North Sea Hijack), regia di Andrew V. McLaglen (1980)
- L'oca selvaggia colpisce ancora (The Sea Wolves), regia di Andrew V. McLaglen (1980)
- I seduttori della domenica (Sunday Lovers), episodio An Englishman's Home, regia di Bryan Forbes (1980)
- La corsa più pazza d'America (The Cannonball Run), regia di Hal Needham (1981)
- Solo per i tuoi occhi (For Your Eyes Only), regia di John Glen (1981)
- Octopussy - Operazione piovra (Octopussy), regia di John Glen (1983)
- Pantera Rosa - Il mistero Clouseau (Curse of the Pink Panther), regia di Blake Edwards (1983)
- A faccia nuda (The Naked Face), regia di Bryan Forbes (1984)
- 007 - Bersaglio mobile (A View To A Kill), regia di John Glen (1985)
- Fiocchi di magia (The Magic Snowman), regia di C. Stanner (1988)
- Fuoco, neve e dinamite (Feuer, Eis & Dynamit), regia di Willy Bogner (1990)
- Doppia coppia all'otto di picche (Bullseye!), regia di Michael Winner (1990)
- Bed & Breakfast - Servizio in camera (Bed & Breakfast), regia di Robert Ellis Miller (1991)
- La prova (The Quest), regia di Jean-Claude Van Damme (1996)
- Spice Girls - Il film (Spice World), regia di Bob Spiers (1997)
- The Enemy, regia di Tom Kinninmont (2001)
- Na svoji Vesni, regia di Saso Dukic e Klemen Dvornik (2002)
- Boat Trip, regia di Mort Nathan (2002)
- Incompatibles, regia di Paolo Cedolin Petrini (2013)
- The Carer, regia di János Edelényi (2016)

### Televisione
- The Governess – film TV (1949)
- A House in the Square – film TV (1949)
- Drawing-Room Detective – film TV (1950)
- Julius Caesar – film TV
- Black Chiffon – film TV (1953)
- Robert Montgomery Presents – serie TV, 2 episodi (1953)
- The Clay of Kings – film TV (1953)
- The Motorola Television Hour – serie TV, 1 episodio (1954)
- Ford Star Jubilee – serie TV, 1 episodio (1956)
- Goodyear Television Playhouse – serie TV, 1 episodio (1956)
- Assignment Foreign Legion – serie TV, episodio 1x21 (1957)
- Lux Video Theatre – serie TV, 1 episodio (1957)
- Matinee Theatre – serie TV, 3 episodi (1957)
- Ivanhoe – serie TV, 39 episodi (1958-1959)
- The Third Man – serie TV, 1 episodio (1959)
- Alfred Hitchcock presenta (Alfred Hitchcock Presents) – serie TV, 1 episodio (1959)
- The Alaskans – serie TV, 37 episodi (1959-1960)
- Indirizzo permanente (77 Sunset Strip) – serie TV, 2 episodi (1959-1961)
- Maverick – serie TV, 16 episodi (1959-1961)
- The Roaring 20's – serie TV, 2 episodi (1961)
- Le cause dell'avvocato O'Brien (The Trials of O'Brien) – serie TV, 1 episodio (1965)
- Il Santo (The Saint) – serie TV, 118 episodi (1962-1969)
- Attenti a quei due (The Persuaders!) – serie TV, 24 episodi (1970-1971)
- Bacharach 74 – film TV (1974)
- Sherlock Holmes a New York (Sherlock Holmes in New York) – film TV (1976)
- Un uomo nel mirino (The Man Who Wouldn't Die) – film TV (1994)
- Dream Team – serie TV, 4 episodi (1999)
- Alias – serie TV, 1 episodio (2002)
- Tatort – serie TV, 1 episodio (2002)
- Natale a Castlebury Hall (A Princess for Christmas) – film TV (2011)
- The Saint, regia di Ernie Barbarash – film TV (2017)

## Riconoscimenti
- Onda's Television Award Miglior attore televisivo internazionale (1967)
- Bravo Magazine TV Award Miglior attore televisivo (1967)
- Bravo Magazine TV Award Silberner Otto-Sieger Fernsehen Miglior attore televisivo (1969)
- Television Personality of the Year Premio speciale (1971)
- Bravo Magazine TV Award Miglior attore televisivo (1972)
- Otto Award Premio speciale (1979)
- Golden Globe Premio speciale (1980)
- Silberner Hammerschlumpf Star dell'anno (1981)
- Telegatto Premio speciale (1987)
- Goldene Kamera Premio speciale (1991)
- Telegatto Premio speciale (1994)
- Lifetime Achievement Award Premio speciale (1997)
- Sept d'Or Premio alla carriera (1999)
- World Service Medal Riconoscimento per l'impegno con l'Unicef (2001)
- Commander of the most excellent order of the British Empire Cavalierato (2003)
- Audrey Hepburn Humanitarian Award Riconoscimento per l'impegno con l'Unicef (2004)
- Living Legend Award Premio speciale (2006)
- Thalians' Award Riconoscimento per l'impegno umanitario (2007)
- Hollywood Walk of Fame Movie Star Premio alla carriera (2007)
- BECTU Award - UK's media and entertainment trade union Premio alla carriera (2009)

## Doppiatori italiani
Nelle versioni in italiano delle opere in cui ha recitato, Roger Moore è stato doppiato da:
- Pino Locchi in L'ultima volta che vidi Parigi, Il ladro del re, L'organizzazione ringrazia: firmato il Santo, La mafia lo chiamava il Santo, ma era un castigo di Dio, Agente 007 - Vivi e lascia morire, Agente 007 - L'uomo dalla pistola d'oro, La spia che mi amava, Moonraker - Operazione spazio, Solo per i tuoi occhi, Octopussy - Operazione piovra, Agente 007 - Bersaglio mobile, Fuoco, neve e dinamite
- Cesare Barbetti in Attenti a quei due, Toccarlo... porta fortuna, Ci rivedremo all'inferno, I 4 dell'Oca selvaggia, L'oca selvaggia colpisce ancora, I seduttori della domenica, A faccia nuda, La prova
- Giuseppe Rinaldi in Oltre il destino, Diana la cortigiana, Vento di tempesta, Il ratto delle Sabine, Gli esecutori
- Michele Kalamera in Amici e nemici, The Enemy - Il nemico tra noi, Boat Trip, Alias
- Romano Malaspina ne Il Santo (st. 5-6), Sherlock Holmes a New York, Doppia coppia all'otto di picche
- Carlo Sabatini in Pantera Rosa - Il mistero Clouseau, Spice Girls - Il film
- Nando Gazzolo in Desiderio nel sole
- Sergio Rossi in Un branco di vigliacchi
- Riccardo Cucciolla e Luigi Vannucchi ne Il Santo (st. 1-4)
- Rino Bolognesi ne Il Santo (alcuni episodi st. 3-5)
- Gino La Monica in L'uomo che uccise se stesso
- Paolo Ferrari in Gold - Il segno del potere
- Antonio Colonnello in Attacco: piattaforma Jennifer
- Oreste Rizzini in La corsa più pazza d'America
- Giorgio Favretto in Bed & Breakfast - Servizio in camera
- Luciano De Ambrosis in Natale a Castlebury Hall
- Antonio Paiola in The Saint

Da doppiatore è sostituito da:
- Romano Malaspina in Cani & gatti - La vendetta di Kitty

## Onorificenze

### Onorificenze straniere
- 2007 - Hollywood Walk of Fame, 7007 Hollywood Boulevard

## Controversie
Roger Moore ha dichiarato, a proposito della sua decisione di lasciare il ruolo di James Bond, che "non è stato per questioni fisiche, dato che potevo ancora giocare a tennis per due ore al giorno e allenarmi per un'ora ogni mattina. Fisicamente non ero male, ma dal punto di vista facciale ho iniziato a sembrare... beh, le protagoniste erano abbastanza giovani da poter essere mie nipoti e la cosa diventava disgustosa". Secondo lui, sembrava troppo vecchio per "frequentare donne poco più che ventenni senza apparire inquietante". Questa affermazione è un'offesa ageista e discriminatoria per molte persone, anche famose, che hanno relazioni con grandi differenze di età.